# Mariana Grajales Cuello
Mariana Grajales Cuello (12 juli 1815 – 28 november 1893) was een Cubaanse vrijheidsstrijder, voorvechter van vrouwenrechten en de strijd voor de onafhankelijkheid van Cuba en de afschaffing van de slavernij 

## Levensloop

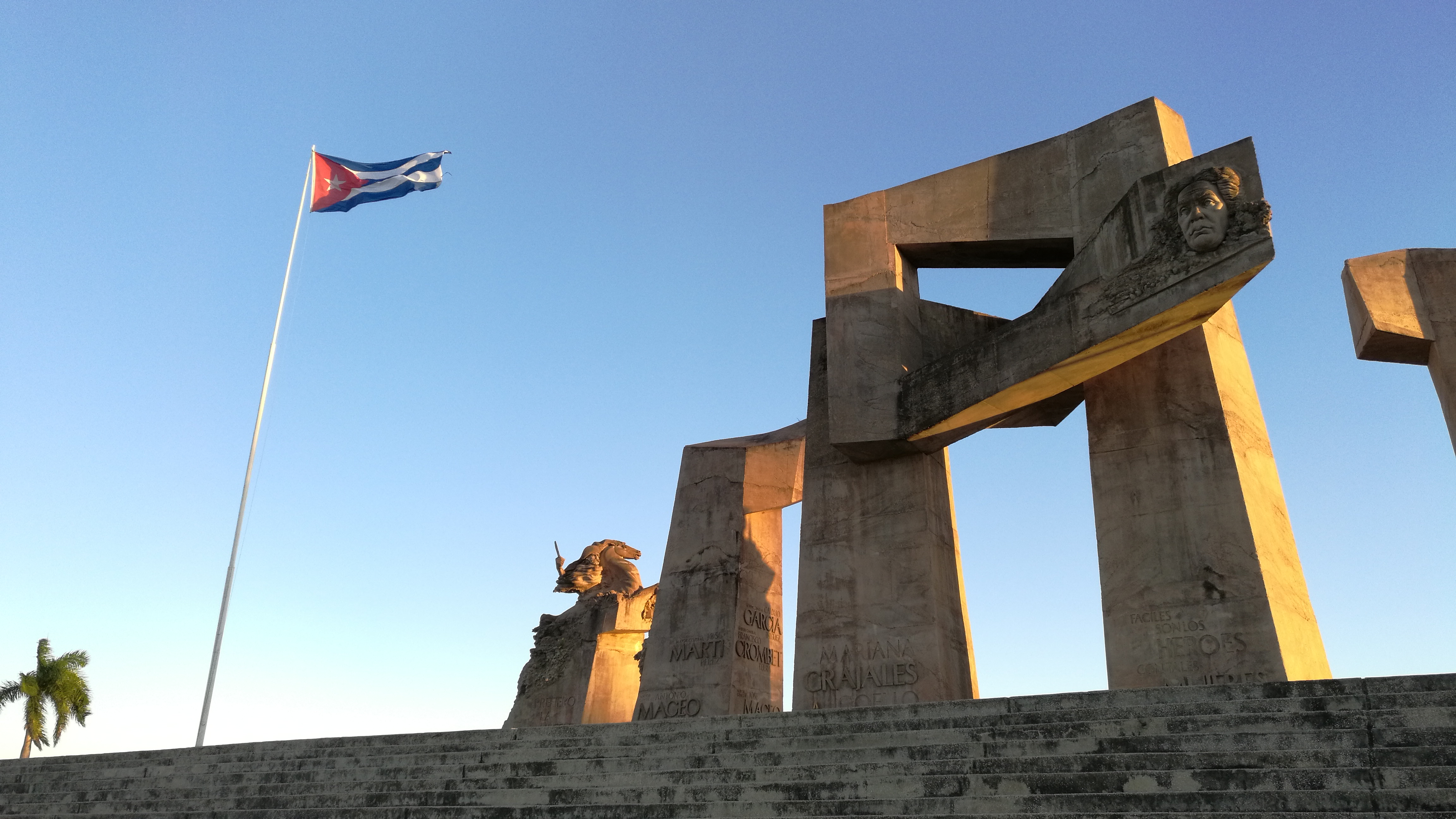
Gedenkteken voor Marcos Maceo en Mariana Grajales Cuello in Guantánamo, Cuba

Mariana Grajales werd op 12 juli 1815 in Santiago de Cuba geboren, als dochter van  Dominicaanse ouders. In 1831 trouwde ze met Fructuoso Regüeyferos y Heceverría, met wie ze vier kinderen kreeg. Haar man overleed in 1840. Ze trouwde vervolgens met Marcos Marceo in 1851. Ze kreeg dertien kinderen (waaronder Antonio Maceo Grajales), waarvan negen met Maceo, en beviel van haar laatste kind op 52-jarige leeftijd. Mariana woonde samen met haar familie in het toevluchtsoord La Delicia in de wijk Majaguabo van San Luis, Santiago de Cuba. Later leidde ze een nederzetting in de bergen en een geïmproviseerd ziekenhuis
Mariana en haar familie dienden in de Tienjarige Oorlog, de Kleine Oorlog (1868-1878) en de Oorlog van 1895.  Twee zoons van Mariana, José en Antonio Maceo Grajales, dienden van 1868 tot en met 1878 als generaals in het Bevrijdingsleger. Tijdens haar eigen diensttijd in de oorlog runde Mariana ziekenhuizen en bevoorradingsposten. Ze hielp gewonde soldaten op het slagveld, zowel Spanjaarden als Cubanen. 
In 1878 vertrok Mariana naar Jamaica met haar overgebleven familie. Haar man en negen van haar zonen verloor ze in de Kleine Oorlog. De daaropvolgende vijftien jaar bleef ze strijden voor de Cubaanse onafhankelijkheid van Spanje vanuit Jamaica. Mariana Grajales Cuello stierf op 27 november 1893 in Kingston, Jamaica op 78-jarige leeftijd. In 1923 werden haar stoffelijke resten teruggebracht naar Cuba en begraven op de begraafplaats Santa Ifigenia .

## Varia
In 1957 riep de burgemeester van Havana Mariana Grajales de Maceo officieel uit tot "Moeder van Cuba"
Op 4 september 1958 richtte Fidel Castro binnen zijn leger een volledig vrouwelijk peloton op, genaamd het "Mariana Grajales Women's Platoon"
De luchthavens Mariana Grajales (Guantánamo) en Antonio Maceo (Santiago) zijn vernoemd naar Mariana en haar zoon, ter ere van hun bijdragen aan de Cubaanse strijd.
In 1985 werd het Plaza Mariana Grajales aangelegd in Guantánamo: een plein ter ere van de Cubaanse revolutie, met daarop een groot monument voor de gevallenen. Het plein isvernoemd naar Grajales. 